# Nordiques de Québec
Die Nordiques de Québec (englisch Quebec Nordiques) waren ein Eishockeyteam aus der Stadt Québec in Kanada. Die Nordiques spielten in der World Hockey Association (1972–1979) und in der National Hockey League (1979–1995). 1995 zog das Team nach Denver und nannte sich fortan Colorado Avalanche.

## Geschichte

### Die Zeit in der WHA

Québec Nordiques Logo in der WHA

Die Québec Nordiques gehörten 1972 zu den Gründungsmitgliedern der World Hockey Association, eine Liga, die sich vom Spielerpotenzial auf Augenhöhe mit der National Hockey League befand. Das Franchise wurde eigentlich an eine Gruppe aus Kalifornien vergeben, doch am Ende kam das Geschäft nicht zustande. Die Nordiques bekamen ihren Namen, da sie relativ weit im Norden angesiedelt waren.
Der erste Trainer der Nordiques wurde der legendäre Maurice Richard, der aber nur bei einem Spiel hinter der Bande stand und dann erklärte, dass das nicht der richtige Job für ihn sei. Der erste Star der Nordiques wurde J. C. Tremblay, ein Verteidiger, der in der ersten Saison die Liste der besten Assistgeber anführte und in den ersten vier Jahren der WHA immer einer der Allstars war. 1974/75 konnte man zum ersten Mal die Playoffs erreichen, dank der Hilfe von Topscorer Marc Tardif. Man drang bis ins Finale vor, unterlag dort jedoch den von Eishockeylegende Gordie Howe angeführten Houston Aeros glatt in vier Spielen.
In der Saison 1976/77 gewann das Team die Avco World Trophy, die an den Gewinner der Play-offs vergeben wurde, als die Mannschaft die New England Whalers, Indianapolis Racers und im Finale im entscheidenden siebten Spiel die Winnipeg Jets besiegte.
1978 begannen die Unsicherheiten in der WHA. Die Nordiques waren nicht in der Lage, ihren Titel zu verteidigen und unterlagen in den Play-offs den New England Whalers. 1979 war die WHA am Ende und man bestritt die letzte Saison.
Im Sommer 1979 trat das Team zusammen mit den WHA-Konkurrenten Edmonton Oilers, Winnipeg Jets und New England Whalers der NHL bei.

### Die Jahre in der NHL

#### Die 1980er Jahre
Da viele Spieler neben ihren WHA-Verträgen auch Verträge bei NHL-Teams hatten, verließen fast alle Spieler das Team der Nordiques und man musste eine neue Mannschaft aufbauen, was dazu führte, dass man in den Keller der NHL-Tabelle sank. Einen der wenigen positiven Momente hatten sie, als Réal Cloutier der erste Spieler in der Geschichte der Liga wurde, der in seinem ersten Spiel einen Hattrick schaffte.
Die Nordiques beendeten die Saison 1979/80 als letzter der Liga, trotz des guten Spiels des talentierten Rookie Michel Goulet. 1980 unterschrieb Peter Šťastný bei den Nordiques und seine Brüder Anton und Marián folgten bald ebenfalls nach Québec. Peter Šťastný erreichte in der Saison 1980/81 109 Punkte und er gewann die Calder Memorial Trophy als bester Neuprofi. Die Nordiques erreichten zum ersten Mal die NHL-Playoffs, unterlagen aber schon in der ersten Runde den Philadelphia Flyers.
Peter Šťastný und Michel Goulet bildeten für die nächsten Jahre ein starkes Gespann, dass die Nordiques anführte.
1981/82 knüpften sie an die Leistung des Vorjahres an, schalteten den Lokalrivalen Canadiens de Montréal und dann die Boston Bruins aus, verloren dann aber das Conference-Finale gegen den späteren Stanley-Cup-Champion New York Islanders.
Die Rivalität zwischen den Montréal Canadiens und den Nordiques verschärfte sich 1983/84 als es in den Playoffs zur berühmten „Vendredi Saint“-Schlägerei kam. Die Canadiens gewannen die Serie. In der Saison waren die Nordiques das erste Team der NHL, das ein Maskottchen bekam und die Zuschauer während der Pausen bei Laune hielt. Ein als seltsames blaues Wesen verkleideter Mann vollführte lustige Tänze vor den Zuschauern.
In der folgenden Saison kämpften die Canadiens und die Nordiques um Platz 1 in der Adams Division, den das Team aus Montreal mit drei Punkten Vorsprung holen konnte. Die Nordiques revanchierten sich in den Playoffs und gewannen im entscheidenden siebten Spiel in der Verlängerung. 1985/86 holte man den ersten Divisions-Titel, flog aber gegen die Hartford Whalers in den Playoffs raus.
In der nächsten Saison kam es wieder zu einer über sieben Spiele dauernden Schlacht in den Playoffs gegen die Montréal Canadiens, doch diesmal waren die Canadiens erfolgreich. Die Niederlage läutete eine der schwersten Phasen in der Geschichte der Québec Nordiques ein. In der nächsten Saison verpassten sie die Playoffs und wurden letzter in ihrer Division. 1988/89 wurde man letzter der NHL und die Top-Stars Peter Šťastný und Michel Goulet entschieden sich, das Team zu verlassen. Die Nordiques verpflichteten im Sommer 1989 das Mitglied der Hockey Hall of Fame Guy Lafleur, der allerdings seine besten Jahre hinter sich hatte. Nur ein junger Center mit dem Namen Joe Sakic konnte den Nordiques etwas Glanz zurückgeben.

#### Die 1990er Jahre
Vor der Saison 1989/90 sicherte sich das Franchise im NHL Entry Draft 1989 die Rechte am Schweden Mats Sundin, der somit zum ersten europäischen „First overall“-Draftpick der NHL wurde. Das folgende Jahr hatte man wieder die erste Wahl im Draft und wählte Owen Nolan.
1991 hatte man auf Grund der schlechten Saisonplatzierung erneut den „First overall“-Draftpick. Obwohl der als eines der größten Talente im Eishockey geltende Eric Lindros sagte, dass er niemals für Québec spielen würde, wählte man ihn trotzdem aus. Lindros präsentierte sich am Tag des Draft im Trikot der Nordiques, weigerte sich aber einen Vertrag zu unterschreiben. Die Nordiques verpassten erneut die Playoffs und im Sommer 1992 konnte man sich mit Lindros einigen. Er wurde zu den Philadelphia Flyers transferiert, wofür die Nordiques im Tausch Stürmer Mike Ricci, Torhüter Ron Hextall, die Verteidiger Steve Duchesne und Kerry Huffman, zwei Erstrunden-Draftpick und 15 Millionen US-Dollar. Außerdem gehörten dem Handel noch die Rechte an einem schwedischen Nachwuchsspieler mit dem Namen Peter Forsberg an. Den einen Draftpick transferierte man in einem Tauschgeschäft und mit dem anderen holten man sich im NHL Entry Draft 1993 die Rechte an Jocelyn Thibault. Dieses Transfergeschäft zwischen den Flyers und den Nordiques ist wahrscheinlich das bedeutendste des Jahrzehnts und machte aus dem schwachen Team aus Québec einen potentiellen Stanley-Cup-Kandidaten.
1992/93 erreichte das Team angeführt von Joe Sakic, der mittlerweile Stammgast beim NHL All Star-Game war, zusammen mit den Jungstars Mats Sundin und Owen Nolan die Play-offs nach einer großartigen Saisonleistung. Doch in den Play-offs war schon nach der ersten Runde gegen den Lokalrivalen aus Montreal Schluss. 1993/94 verpasste die Mannschaft den Einzug in die Play-offs, da man über die gesamte Saison mit Verletzungsproblemen zu kämpfen hatte.
Der Transfer von Eric Lindros wurde zum Glücksfall für die Nordiques. Peter Forsberg wurde nach seiner ersten Saison 1994/95 mit der Calder Memorial Trophy als bester Rookie ausgezeichnet und heute – was man 1995 noch nicht wissen konnte – würde kaum ein Team Peter Forsberg für Eric Lindros hergeben. Forsberg war über ein Jahrzehnt der Star des Franchise. Ron Hextall wurde nach nur einer Saison zu den New York Islanders transferiert und man bekam dafür zwei Draftpicks, mit denen man sich die Rechte an Alex Tanguay und Adam Deadmarsh sicherte, die später wichtige Spieler waren als das Team nach dem Umzug nach Colorado den Stanley Cup gewann. Jocelyn Thibault wurde wenige Monate nach der Ankunft in Denver an die Montréal Canadiens gegeben, wofür man Goalie-Legende Patrick Roy bekam.

#### Abschied aus Québec
1994/95 sollte erstmals Peter Forsberg in der NHL spielen, doch zuerst gab es den Lockout. Die verkürzte Saison beendeten die Nordiques auf Platz 1 der Conference, aber in der ersten Runde musste man sich Titelverteidiger New York Rangers geschlagen geben.
Die finanziellen Probleme des Teams rückten während der Saison in den Mittelpunkt und schlussendlich verkaufte Eigentümer Marcel Aubut die Nordiques an eine Gruppe von Investoren in Denver. Das Franchise zog dann auch um nach Colorado und wurde umbenannt in Colorado Avalanche. Viele Fans aus Québec hielten weiterhin zum Team und gratulierten, als die Avalanche 1996 den Stanley Cup gewannen.
Es gab sogar Gespräche, dass man in Québec eine zweite Stanley-Cup-Parade veranstaltet, schließlich war das Team erst ein Jahr in Colorado. Aber die Stadt lehnte das ab und wollte einen Schlussstrich ziehen.

## Saisonstatistik

### World Hockey Association
Abkürzungen: GP = Spiele, W = Siege, L = Niederlagen, T = Unentschieden, OTL = Niederlagen nach Overtime, SOL = Niederlagen nach Shootout, Pts = Punkte, GF = Erzielte Tore, GA = Gegentore, PIM = Strafminuten
| Saison  | GP  | W   | L   | T  | Pts | GF   | GA   | PIM  | Platz        | Playoffs |
| 1972/73 | 78  | 33  | 40  | 5  | 71  | 276  | 313  | 1354 | 5., Eastern  | nicht qualifiziert                                                                                             |
| 1973/74 | 78  | 38  | 36  | 4  | 80  | 306  | 280  | 909  | 5., Eastern  | nicht qualifiziert                                                                                             |
| 1974/75 | 78  | 46  | 32  | 0  | 92  | 331  | 299  | 1132 | 1., Canadian | Sieg im Viertelfinale, 4:1 (Phoenix) Sieg im Halbfinale, 4:2 (Minnesota) Niederlage im Finale, 0:4 (Houston)   |
| 1975/76 | 81  | 50  | 27  | 4  | 104 | 371  | 316  | 1654 | 2., Canadian | Niederlage im Viertelfinale, 1:4 (Calgary)                                                                     |
| 1976/77 | 81  | 47  | 31  | 3  | 97  | 353  | 295  | 1485 | 1., Eastern  | Sieg im Viertelfinale, 4:1 (New England) Sieg im Halbfinale, 4:1 (Indianapolis) Sieg im Finale, 4:3 (Winnipeg) |
| 1977/78 | 80  | 40  | 37  | 3  | 83  | 349  | 347  | 1185 | 4., WHA      | Sieg im Viertelfinale, 4:2 (Houston) Niederlage im Halbfinale, 1:4 (New England)                               |
| 1978/79 | 80  | 41  | 34  | 5  | 87  | 288  | 271  | 1399 | 2., WHA      | Niederlage im Halbfinale, 0:4 (Winnipeg)                                                                       |
| Gesamt  | 556 | 295 | 237 | 24 | 614 | 2274 | 2121 | 9118 |              | 5 Playoff-Teilnahmen 10 Serien: 6 Siege, 4 Niederlagen 52 Spiele: 26 Siege, 26 Niederlagen                     |

### National Hockey League
Abkürzungen: GP = Spiele, W = Siege, L = Niederlagen, T = Unentschieden, Pts = Punkte, GF = Erzielte Tore, GA = Gegentore, PIM = Strafminuten
| Saison   | GP   | W   | L   | T   | Pts  | GF   | GA   | PIM   | Platz         | Playoffs |
| 1979/80  | 80   | 25  | 44  | 11  | 61   | 248  | 313  | 1062  | 5., Adams     | nicht qualifiziert |
| 1980/81  | 80   | 30  | 32  | 18  | 78   | 314  | 318  | 1524  | 4., Adams     | Niederlage in der Vorrunde, 2:3 (Philadelphia)                                                                                           |
| 1981/82  | 80   | 33  | 31  | 16  | 82   | 356  | 345  | 1757  | 4., Adams     | Sieg im Divisions-Halbfinale, 3:2 (Montréal) Sieg im Divisions-Finale, 4:3 (Boston) Niederlage im Conference-Finale, 0:4 (New York)      |
| 1982/83  | 80   | 34  | 34  | 12  | 80   | 343  | 336  | 1648  | 4., Adams     | Niederlage im Divisions-Halbfinale, 1:3 (Boston)                                                                                         |
| 1983/84  | 80   | 42  | 28  | 10  | 94   | 360  | 278  | 1600  | 3., Adams     | Sieg im Divisions-Finale, 3:0 (Buffalo) Niederlage im Divisions-Finale, 2:4 (Montréal)                                                   |
| 1984/85  | 80   | 41  | 30  | 9   | 91   | 323  | 275  | 1643  | 2., Adams     | Sieg im Divisions-Halbfinale, 3:2 (Buffalo) Sieg im Divisions-Finale, 4:3 (Montréal) Niederlage im Conference-Finale, 2:4 (Philadelphia) |
| 1985/86  | 80   | 43  | 31  | 6   | 92   | 330  | 289  | 1847  | 1., Adams     | Niederlage im Divisions-Halbfinale, 0:3 (Hartford)                                                                                       |
| 1986/87  | 80   | 31  | 39  | 10  | 72   | 267  | 276  | 1741  | 4., Adams     | Sieg im Division-Halbfinale, 4:2 (Hartford) Niederlage im Divisions-Finale, 3:4 (Montréal)                                               |
| 1987/88  | 80   | 32  | 43  | 5   | 69   | 271  | 306  | 2042  | 5., Adams     | nicht qualifiziert |
| 1988/89  | 80   | 27  | 46  | 7   | 61   | 269  | 342  | 2004  | 5., Adams     | nicht qualifiziert |
| 1989/90  | 80   | 12  | 61  | 7   | 31   | 240  | 407  | 2104  | 5., Adams     | nicht qualifiziert |
| 1990/91  | 80   | 16  | 50  | 14  | 46   | 236  | 354  | 1741  | 5., Adams     | nicht qualifiziert |
| 1991/92  | 80   | 20  | 48  | 12  | 52   | 255  | 318  | 2044  | 5., Adams     | nicht qualifiziert |
| 1992/93  | 84   | 47  | 27  | 10  | 104  | 351  | 300  | 1846  | 2., Adams     | Niederlage im Divisions-Halbfinale, 2:4 (Montréal)                                                                                       |
| 1993/94  | 84   | 34  | 42  | 8   | 76   | 277  | 292  | 1625  | 5., Northeast | nicht qualifiziert |
| 1994/951 | 48   | 30  | 13  | 5   | 65   | 185  | 134  | 770   | 1., Northeast | Niederlage im Conference-Viertelfinale, 2:4 (New York)                                                                                   |
| Gesamt   | 1256 | 497 | 599 | 160 | 1154 | 4625 | 4883 | 26998 |               | 9 Playoff-Teilnahmen 15 Serien: 6 Siege, 9 Niederlagen 80 Spiele: 35 Siege, 45 Niederlagen                                               |

1 Saison wegen des NHL-Lockout 1994/95 verkürzt

## Trainer
Als erster Cheftrainer der Franchise-Geschichte übernahm Maurice Richard die Position an der Bande und führte das Team in ihre erste Partie der World Hockey Association. Danach wurde er von Maurice Filion abgelöst, der mit der Führung der Nordiques betraut wurde. Nachdem die Play-offs in der Premierensaison verfehlt wurden, folgte zur Saison 1973/74 mit Jacques Plante ein weiterer erfahrener NHL-Spieler. Nachdem es auch ihm vergönnt war, den Einzug in die Endrunde zu bewerkstelligen, kehrte er wieder als aktiver Spieler aufs Eis zurück. Sein Nachfolger Jean-Guy Gendron führte die Mannschaft in ihrer dritten Saison erstmals in die Play-offs. Nach Siegen über die Phoenix Roadrunners und Minnesota Fighting Saints stand die Mannschaft in den Finalspielen um die Avco World Trophy den Houston Aeros gegenüber, verlor jedoch die Serie in vier Partien. In der Saison 1975/76 stellten die Nordiques mit 104 Punkten in der Regular Season einen neuen Franchise-Rekord auf und schied in der zweiten Runde gegen die Calgary Cowboys aus dem Wettbewerb aus.
Abkürzungen: GC = Spiele, W = Siege, L = Niederlagen, T = Unentschieden, OTL = Niederlagen
nach Overtime, Pts = Punkte, Win % = Siegquote
| Name             | Saison            | Reguläre Saison | Reguläre Saison | Reguläre Saison | Reguläre Saison | Reguläre Saison | Reguläre Saison | Playoffs | Playoffs | Playoffs |
| Name             | Saison            | GC              | W               | L               | T               | Pts             | Win %           | GC       | W        | L        |
| Maurice Richard  | 1972/73*          | 2               | 0               | 2               | 0               | 0               | .000            | —        | —        | —        |
| Maurice Filion   | 1972/73*          | 76              | 33              | 38              | 5               | 71              | .467            | —        | —        | —        |
| Jacques Plante   | 1973/74           | 78              | 38              | 36              | 4               | 80              | .513            | —        | —        | —        |
| Jean-Guy Gendron | 1974/75–1975/76   | 159             | 96              | 59              | 4               | 196             | .616            | 20       | 9        | 11       |
| Marc Boileau     | 1976/77–1977/78   | 161             | 87              | 68              | 6               | 180             | .559            | 28       | 17       | 11       |
| Maurice Filion   | Sommer 1978       | —               | —               | —               | —               | —               | —               | —        | —        | —        |
| Jacques Demers   | 1978/79–1979/80   | 160             | 66              | 79              | 16              | 148             | .               | 4        | 0        | 4        |
| Michel Bergeron  | 1980/81*          | 74              | 29              | 29              | 16              | 74              | .463            | 5        | 2        | 3        |
| Maurice Filion   | 1980/81*          | 6               | 1               | 3               | 2               | 4               | .333            | —        | —        | —        |
| Michel Bergeron  | 1981/82–1986/87   | 480             | 224             | 193             | 63              | 511             | .532            | 63       | 29       | 34       |
| André Savard     | 1987/88*          | 24              | 10              | 13              | 1               | 21              | .438            | —        | —        | —        |
| Ron Lapointe     | 1987/88*–1988/89* | 89              | 33              | 50              | 6               | 72              | .404            | —        | —        | —        |
| Jean Perron      | 1988/89*          | 47              | 16              | 26              | 5               | 37              | .394            | —        | —        | —        |
| Michel Bergeron  | 1989/90           | 80              | 12              | 61              | 7               | 31              | .194            | —        | —        | —        |
| Dave Chambers    | 1990/91–1991/92*  | 98              | 19              | 64              | 15              | 53              | .270            | —        | —        | —        |
| Pierre Pagé      | 1991/92*–1993/94  | 230             | 98              | 103             | 30              | 226             | .491            | 6        | 2        | 4        |
| Marc Crawford    | 1994/95           | 48              | 30              | 13              | 5               | 65              | .677            | 6        | 2        | 4        |

* Wechsel während der laufenden Saison
Zur Saison 1976/77 wurde Marc Boileau mit der Leitung des Teams beauftragt. Boileau, der zuvor bei den Pittsburgh Penguins entlassen worden war, führte die Mannschaft zu ihren größten Erfolg der Franchise-Geschichte. Nach Siegen gegen die New England Whalers und Indianapolis Racers gelang zum zweiten Mal der Einzug in die Finalspiele. In sieben Partien gegen die Winnipeg Jets errang das Team die Avco World Trophy und sicherte sich erstmals die Meisterschaft der WHA. Nachdem Boileau im Folgejahr mit der Mannschaft in der zweiten Playoff-Runde gescheitert war, übernahm kurzfristig Maurice Filion die Position an der Bande. Dieser wurde durch Jacques Demers ersetzt, welcher das Team durch ihre letzte Spielzeit in der WHA und in die Premierensaison der National Hockey League führte. Die Mannschaft belegte mit 61 Punkten den letzten Rang in der Adams Division. Nachdem Maurice Filion die Nordiques abermals für wenige Partien übernommen hatte, wurde Michel Bergeron als neuer Cheftrainer installiert.
Michel Bergeron führte über sechs Jahre ununterbrochen das Amt des Cheftrainers bei den Nordiques aus. In der Saison 1981/82 gelang nach knappen Erfolgen gegen die Canadiens de Montréal und Boston Bruins der Einzug in die Conference Finals, in denen das Team in vier Partien gegen den späteren Stanley-Cup-Sieger, die New York Islanders, unterlag. In den folgenden fünf Jahren, in denen Bergeron als Cheftrainer bei den Nordiques aktiv war, qualifizierte sich die Mannschaft stets für die Endrunde. In der Spielzeit 1984/85 stieß das Team nochmals in die Conference Finals vor und verlor in sechs Partien gegen die Philadelphia Flyers. Nach zwei weiteren Jahren als Cheftrainer ging Michel Bergeron 1987 zu den New York Rangers. Als Nachfolger wurde André Savard vorgestellt, der während seiner aktiven Laufbahn auch für die Mannschaft aus Québec aufgelaufen war. In seiner einzigen Saison hinter der Bande wurden die Play-offs nicht erreicht. Schließlich wurde Ron Lapointe mit der Leitung des Teams anvertraut, jedoch nach wenigen Monaten wieder entlassen. Auch sein Nachfolger Jean Perron konnte die Erwartungen nicht erfüllen, sein Engagement endete nach der Saison 1988/89. In der Folge wurde Michel Bergeron als dessen Nachfolger vorgestellt.
Bergeron gelang es jedoch nicht an seine früheren Erfolge mit der Mannschaft anzuknüpfen und die Play-offs fanden zum dritten Mal in Folge ohne die Nordiques statt. Auf ihn folgte mit Dave Chambers der bereits elfte Cheftrainer in der Franchise-Geschichte. Nach der Spielzeit 1990/91, die mit lediglich 16 Siegen und 46 Punkten den Tiefpunkt in der Geschichte der Nordiques darstellte, hielt sich Chambers auch zum Saisonstart der darauffolgenden Saison im Amt. Als aus den ersten 18 Partien bloß drei Siegen resultierten, folgte für ihn der Rausschmiss. Pierre Pagé, der das Team in derselben Spielzeit nicht mehr auf Playoff-Kurs bringen konnte, führte die Mannschaft in der Saison 1992/93 erstmals seit sechs Jahren wieder in die Endrunde. Nachdem in der ersten Runde in sechs Partien gegen die Canadiens de Montréal aus Ausscheiden feststand und im Folgejahr die Mannschaft durch die verfehlte Qualifikation für die Play-offs erneut hinter den Erwartungen zurückblieb, wurde Pagé zur Spielzeit 1994/95 durch Marc Crawford abgelöst. In der letzten Saison des Bestehens der Nordiques gelang nochmals der Einzug in die Endrunde, in der in sechs Partien gegen die New York Rangers abermals aus Ausscheiden in Runde eins folgte.

## General Manager
| Name           | Saison          |
| Maurice Filion | 1979/80–1987/88 |
| Martin Madden  | 1988/89–1989/90 |
| Maurice Filion | 1989/90         |
| Pierre Pagé    | 1990/91–1993/94 |
| Pierre Lacroix | 1994/95         |

## Spieler

### Mannschaftskapitäne
- Jean-Guy Gendron 1972–1974
- Michel Parizeau 1974–1976
- Marc Tardif 1976–1981
- Robbie Ftorek und André Dupont 1981–1982
- Mario Marois 1982–1985
- Mario Marois und Peter Šťastný 1985–1986
- Peter Šťastný 1986–1990
- Steven Finn und Joe Sakic 1990–1991
- Mike Hough 1991–1992
- Joe Sakic 1992–1995

### Mitglieder der Hockey Hall of Fame
| Name            | Aufnahmejahr | Position |
| Michel Goulet   | 1998         | Spieler  |
| Guy Lafleur     | 1988         | Spieler  |
| Jacques Plante  | 1978         | Trainer  |
| Maurice Richard | 1961         | Trainer  |
| Joe Sakic       | 2012         | Spieler  |
| Peter Šťastný   | 1998         | Spieler  |
| Mats Sundin     | 2012         | Spieler  |

### Gesperrte Trikotnummern
- 3 J. C. Tremblay
- 8 Marc Tardif
- 16 Michel Goulet
- 26 Peter Šťastný

Nach dem Umzug nach Colorado sind die Nummern wieder verfügbar

### Top-10-Wahlrechte im NHL Entry Draft
| Name                          | Jahr | Draft-Position |
| Bryan Fogarty                 | 1987 | 9.             |
| Curtis Leschyshyn Daniel Doré | 1988 | 3. 5.          |
| Mats Sundin                   | 1989 | 1.             |
| Owen Nolan                    | 1990 | 1.             |
| Eric Lindros                  | 1991 | 1.             |
| Todd Warriner                 | 1992 | 4.             |
| Jocelyn Thibault              | 1993 | 10.            |